# Maciej Bardel
Maciej Euzebiusz Walerian Bardel (ur. 14 sierpnia 1895 w Podgórzu, zm. 11 września 1975 w Penrhos) – pułkownik dyplomowany piechoty Wojska Polskiego, działacz niepodległościowy, kawaler Orderu Virtuti Militari, doktor.

## Życiorys
Syn Franciszka i Marii z domu Cichy, urodzony 14 sierpnia 1895 w Podgórzu (obecnie dzielnica Krakowa). W 1913 złożył maturę z odznaczeniem w c. k. Gimnazjum III w Krakowie.
W czasie I wojny światowej walczył w Legionach Polskich. Był porucznikiem 3 pułku piechoty Legionów. W czerwcu 1915 roku pod Zadobrówką na północ od Czerniowiec na czele plutonu złożonego z 17 żołnierzy, wykorzystując właściwości terenu, uderzył na batalion rosyjski, a tym samym umożliwił pozostałym siłom pułku wzięcie tego batalionu wraz z karabinami maszynowymi do niewoli. W lutym 1916 został ranny pod Kostiuchnówką nad Styrem. 6 lipca 1916 w toku dalszych walk sam dostał się do niewoli rosyjskiej, z której uciekał dwukrotnie. W lutym 1918 przeszedł front pod Baranowiczami. Pod koniec wojny był przetrzymywany w areszcie garnizonowym w Wiedniu, a następnie w obozie w Witkowicach, pod Krakowem. Pod koniec października 1918 przedostał się do Warszawy i brał udział w rozbrajaniu Niemców.

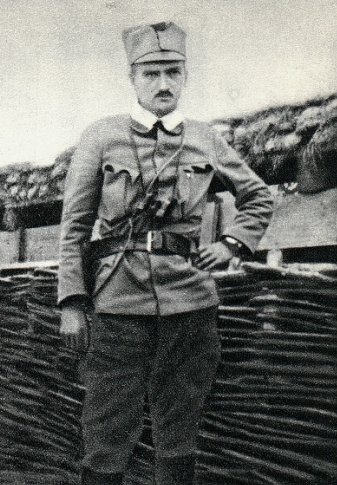
Por. Maciej Bardel w czasie służby w Legionach Polskich

Od 5 maja do 19 lipca 1924 roku odbył praktykę w Oficerskiej Szkole Artylerii w Toruniu. Z dniem 1 listopada 1924 roku został przeniesiony z Oddziału I Sztabu Generalnego do 29 pułku piechoty w Kaliszu z równoczesnym „odkomenderowaniem” na roczny Kurs Doszkolenia w Wyższej Szkole Wojennej w Warszawie. Z dniem 15 października 1925, po ukończeniu kursu i otrzymaniu tytułu naukowego oficera Sztabu Generalnego, został przeniesiony do 78 pułku piechoty w Baranowiczach na stanowisko zastępcy dowódcy pułku.
23 grudnia 1927 został przeniesiony do Kadry Oficerów Piechoty przy Departamencie Piechoty Ministerstwa Spraw Wojskowych z pozostawieniem na dotychczas zajmowanym stanowisku. Do 1931 roku pełnił służbę w Generalnym Inspektoracie Sił Zbrojnych na stanowisku I oficera sztabu Inspektoratu Armii we Lwowie. W lipcu 1931 roku został wyznaczony na stanowisko szefa Oddziału III Sztabu Głównego. W 1935 roku został dowódcą piechoty dywizyjnej 18 Dywizji Piechoty w Łomży. Czasowo pełnił obowiązki zastępcy szefa Sztabu Głównego, a jego miejsce zajął nominowany 15 kwietnia 1936 gen. bryg. Tadeusz Malinowski. Od 28 stycznia 1938 roku pełnił służbę w Dowództwie Okręgu Korpusu Nr X w Przemyślu na stanowisku dowódcy Obrony Przeciwlotniczej. Służbę na tym stanowisku pełnił do września 1939 roku.
Od lipca 1969 mieszkał w polskim osiedlu w miejscowości Penrhos w Walii, pochowany na cmentarzu w Pwllheli.

## Awanse
- chorąży – 18 listopada 1914
- podporucznik – 27 stycznia 1915
- porucznik – 15 grudnia 1915 i 62. lokatą na liście starszeństwa Legionów Polskich z dnia 12 kwietnia 1917
- kapitan –
- major –
- podpułkownik – 31 marca 1924 ze starszeństwem z dniem 1 lipca 1923 i 50. lokatą (w 1928 – lokata 23)
- pułkownik – 1 stycznia 1929 ze starszeństwem z dniem 1 stycznia 1929 i 4. lokatą (w 1932 – lokata 4)

## Ordery i odznaczenia
- Krzyż Srebrny Orderu Wojskowego Virtuti Militari nr 1011 – 19 lutego 1921[15][16]
- Krzyż Niepodległości – 12 maja 1931 „za pracę w dziele odzyskania Niepodległości”[17][18]
- Krzyż Oficerski Orderu Odrodzenia Polski – 10 listopada 1928 „za zasługi na polu organizacji wojska”[19][20][18]
- Krzyż Walecznych czterokrotnie[18]
- Złoty Krzyż Zasługi – 18 lutego 1939 „za zasługi na polu pracy społecznej”[21]
- Medal Pamiątkowy za Wojnę 1918–1921[18]
- Medal Dziesięciolecia Odzyskanej Niepodległości[18]
- Odznaka Pamiątkowa Generalnego Inspektora Sił Zbrojnych – 12 maja 1936
- Komandor Orderu Gwiazdy Rumunii (Rumunia)[18]
- Komandor Orderu Korony Rumunii (Rumunia, 23 maja 1929)[22][18]
- Order Krzyża Orła III klasy (Estonia, 1933)[23][18]